# Simon Greatwich
Simon Clive Barbon Greatwich (Brighton, 30 settembre 1988) è un ex calciatore filippino, di ruolo centrocampista.

## Biografia
Simon Clive Barbon Greatwich nasce a Brighton il 30 settembre 1988 da padre inglese e madre filippina. È fratello minore di Chris e Phil Greawich, anch'essi calciatori professionisti.

## Carriera

### Club
Prodotto delle giovanili del Brighton, nel 2006 passa al Burgess Hill Town. Dopo una stagione passa al Ringmer, prima di essere ingaggiato dagli Hartwick Hawks nel 2009.
Nel gennaio 2012 si trasferisce nella United Football League filippina per giocare nel Loyola M.S.. Compie il suo debutto per gli Sparks il 18 maggio seguente nella partita di Singapore Cup 2012 contro lo Geylang United.

### Nazionale
Compie il suo debutto per la nazionale filippina il 17 ottobre 2008, nella vittoria per 1-0 contro il Timor-Leste.
Segna la sua prima rete con la maglia degli Azkals il 31 ottobre 2014, contribuendo al successo per 3-0 contro il Nepal.